# Astragalus campylanthoides
Astragalus campylanthoides är en ärtväxtart som beskrevs av Joseph Friedrich Nicolaus Bornmüller. Astragalus campylanthoides ingår i släktet vedlar, och familjen ärtväxter. Inga underarter finns listade i Catalogue of Life.